# Белан, Николай Изотович
Николай Изотович Белан (25 декабря 1924 — 21 мая 1994) — бригадир тракторной бригады колхоза, Герой Социалистического Труда (1966).

## Биография
Родился в селе Грачёвка Фёдоровского уезда Кустанайской губернии. В 1942-1945 гг. служил в армии, участник войны.
После демобилизации работал трактористом МТС Угодско-Заводского района Калужской области. С 1957 года бригадир тракторной бригады колхоза имени Ленина Жуковского района Калужской области (до 1974 Угодско-Заводского, в 1962—1967 относился к Боровскому району).
В 1966 году за получение высоких урожаев зерновых (25-30 ц/га) удостоен звания Героя Социалистического труда. В последующие годы урожаи зерновых в его бригаде возросли до 35 ц/га.
В ноябре 1969 г. был делегатом III съезда колхозников.
В 1975 г. получил урожай 57 центнеров озимой пшеницы с каждого гектара — рекорд Калужской области.
Заслуженный механизатор сельского хозяйства РСФСР (1968).
С 1988 года на пенсии.
Умер в 1994 году. Похоронен на кладбище с. Троицкое Жуковского района Калужской области.